# Richard III. (Drama)

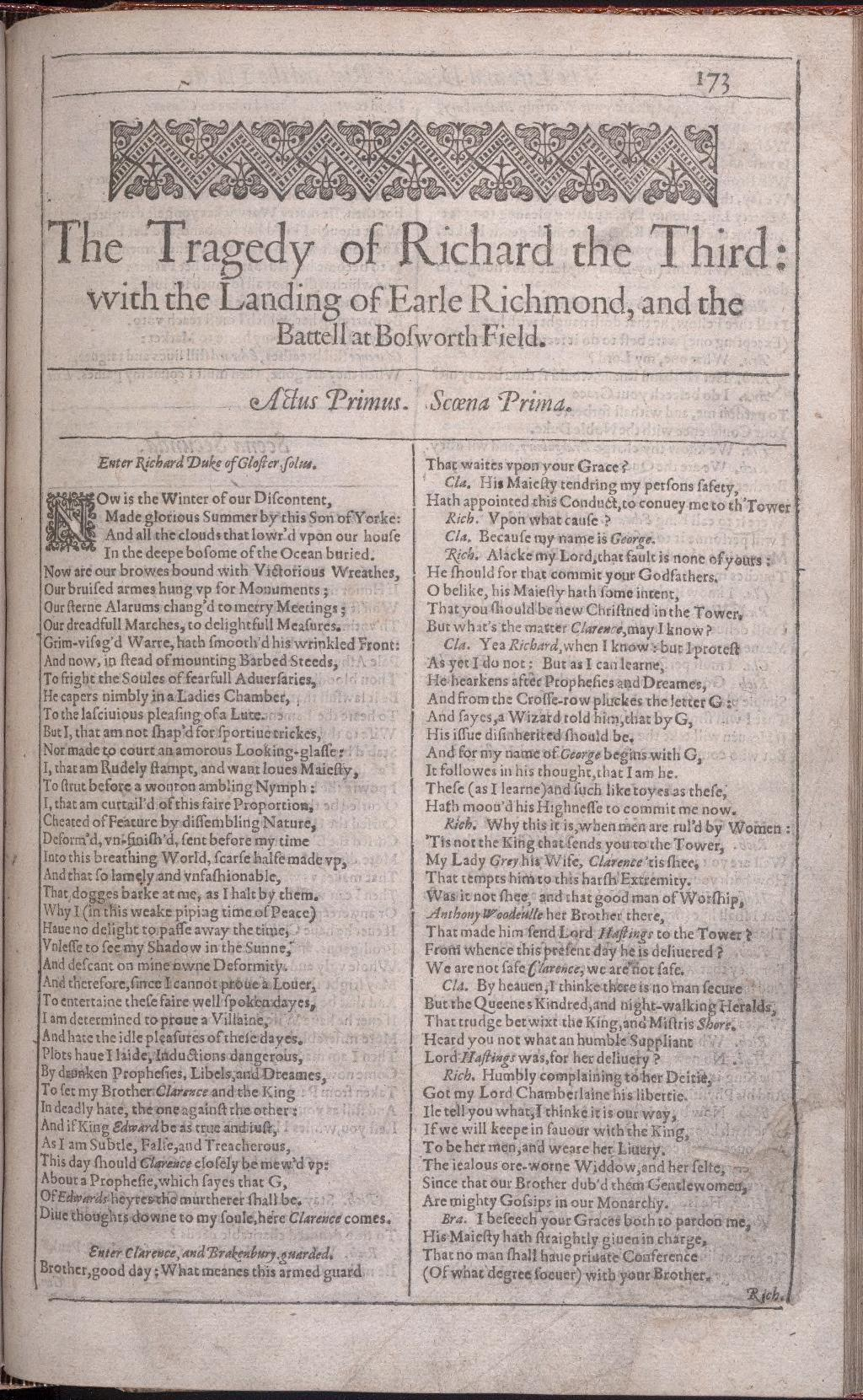
Richard III. - Titelseite aus dem First Folio

Richard III. (frühneuenglisch The Tragedy of Richard the Third: vvith the Landing of Earle Richmond, and the Battell at Bosworth Field.) ist ein Schauspiel von William Shakespeare. Es handelt vom Aufstieg und Fall von Richard, dem Herzog von Gloucester. Shakespeares Hauptquelle war Edward Halls Union of the Two Noble Families von 1548. Der Autor hat das Werk wohl um 1593 verfasst, und aus dem gleichen Jahr datiert der erste Hinweis auf eine Aufführung. Die erste Druckfassung erschien 1597. In der First Folio wurde das Werk 1623 in einer revidierten und erweiterten Version veröffentlicht. Richard III. war schon zu Shakespeares Lebzeiten sehr populär und zählt bis heute zu seinen meistgespielten Dramen.

## Übersicht

### Handlungsstränge
Shakespeare beschreibt in den zwei Tetralogien seiner Historiendramen den Ursprung und das Ende der Rosenkriege. König Edward III. hatte vier Söhne: Prinz Edward war der Älteste und der Vater König Richards II., Lionel war der zweitälteste Sohn, John of Gaunt war der drittälteste und Herzog von Lancaster. Seine Nachfahren haben als ihr Symbol die rote Rose. Edmund of Langley war der jüngste und Herzog von York. Die Familien von Lionel und Edmund verschmolzen durch Heirat zum Hause York – ihr Symbol war die weiße Rose. Henry Bolingbroke – ein Sohn Gaunts – setzte den schwachen König Richard II. ab, ließ ihn ermorden und wurde König Heinrich IV., obwohl Edmund Mortimer, ein Nachfahre Lionels, den besseren Thronanspruch hatte. Heinrich VI., der Enkel Bolingbrokes und Sohn Heinrichs V., wurde in der Schlacht von Tewkesbury von der Armee der Familie York besiegt und sein Sohn Prinz Edward gemeinsam von Richard, George und Edward ermordet. Der letzte König aus dem Haus Lancaster wurde im Tower gefangen genommen und von Richard ermordet.

### Hauptfiguren
Die Bühnengesellschaft des Werkes ist umfangreich und umfasst neben den Mitgliedern der Häuser York und Lancaster die Familien der Königin Elizabeth Woodville und die des zukünftigen Königs Henry Tudor. Hinzu treten zahlreiche Adelige, Geistliche und Gefolge. Im Zentrum der Handlung stehen drei Brüder aus dem Hause York: Richard (Herzog von Gloucester) und seine beiden älteren Brüder George (Herzog von Clarence) und Eduard. Zur Familie York zählt noch die Herzogin von York, Cecily Neville, die Königinmutter der drei Brüder.
Richard hat (zusammen mit seinen Brüdern) in der Schlacht von Tewkesbury Prinz Eduard, den letzten Thronerben des Hauses Lancaster, getötet und danach den im Tower gefangen gehaltenen König Heinrich VI. ermordet. Auf diese Weise ist sein ältester Bruder Eduard König geworden. Während sich Richard als Kriegsheld hervorgetan hat, sind seine älteren Brüder leichtlebig. König Eduard hatte nach einer Beziehung zu der Mätresse Jane Shore heimlich Elizabeth Woodville, die Witwe von Sir John Grey aus dem Hause Lancaster, geheiratet und dies damit begründet, Frieden zwischen den verfeindeten Gruppen zu stiften. Elizabeth hat aus ihrer ersten Ehe zwei Söhne mitgebracht und Eduard drei Kinder geboren – unter ihnen sind insbesondere ihre Tochter Elizabeth zu nennen, die später Henry Tudor heiraten wird, sowie die beiden jungen Prinzen Edward und Richard, die von gedungenen Mördern im Tower umgebracht werden.

### Erzählte Zeit und Orte der Handlung
Das Werk umfasst die erzählte Zeit zwischen den beiden Schlachten von Tewkesbury 1471 und Bosworth 1485. Die Orte der Handlung sind überwiegend die Residenz des Königs in Whitehall und der Tower. Der Schluss des Werkes spielt auf dem Schlachtfeld von Bosworth in Leicestershire.

## Handlung

### Erster Akt
(1.1) Richard verachtet die Zeit des Friedens, die durch den Sieg über das Haus Lancaster angebrochen ist. Er plant stattdessen den Fall derer, die ihm im Wege sind. Zu diesem Zweck bringt er seinen Bruder und neuen König Edward IV. dazu, seinen zweiten Bruder George verhaften zu lassen und seine Hinrichtung zu befehlen, indem er ihn glauben macht, dieser plane ein Komplott gegen den König. (1.2) Dann unterbricht er die Begräbnisfeier zu Ehren des ehemaligen Königs Heinrich VI., den er – Richard – umgebracht hat. Lady Anne, die trauernde Witwe des toten Prinzen Eduard, bringt er dazu, ihm am Sarg ihres Schwiegervaters ein Eheversprechen zu geben. (1.3) Währenddessen ist Königin Elizabeth besorgt über den Gesundheitszustand ihres Gatten und fürchtet das Schlimmste für ihre Kinder, wenn bei Edwards Tod Richard zum Vormund der Prinzen bestellt wird.  (1.4) George hat im Gefängnis des Tower einen Alptraum und wird von zwei von Richard gedungenen Mördern umgebracht.

### Zweiter Akt
(2.1 und 2.2) Edward versucht die Spannungen zwischen der Familie seiner Ehefrau und einflussreichen Lords zu mildern. Als er bei Gelegenheit einer Versöhnungsfeier von Richard erfährt, dass die Begnadigung seines Bruders zu spät erfolgte und George im Tower hingerichtet wurde, wird seine Gesundheit vollends angegriffen und er stirbt kurze Zeit später. Sofort werden Vorbereitungen getroffen, die älteren Söhne Edwards nach London zu bringen und eine Krönung des – noch minderjährigen – Thronerben vorzubereiten. (2.3) Drei Bürger treten auf und kommentieren das politische Geschehen. (2.4) Als Elizabeth, die Witwe des Königs, erfährt, dass ihre beiden Söhne aus erster Ehe gefangen genommen wurden, fürchtet sie um ihr Leben und flieht mit ihrem jüngsten Sohn und der Hilfe der Königinmutter, der Herzogin von York, ins Kirchenasyl.

### Dritter Akt
(3.1) Der Thronfolger Prince Edward kehrt wie geplant aus der Residenz Ludlow in Wales nach London zurück, denn seine Krönung als König Edward V. soll vorbereitet werden. Auf Vorschlag von Richard stimmt der Erzbischof von York widerwillig zu, dass der jüngere Bruder des Prinzen Edward, der junge Herzog von York aus dem Kirchenasyl, in das er mit seiner Mutter floh, zurückgeholt und zusammen mit seinem Bruder in den Tower gebracht wird. Richard und Buckingham planen indessen, dass Richard König werden soll. Um das zu befördern, verspricht Richard dem getreuen Buckingham als Belohnung die Grafschaft Hereford, zudem wird Catesby – ein Gefolgsmann von Richard – damit beauftragt, die Haltung von Lord Hastings zu einer Regentschaft von Richard zu erfahren. (3.2) Hastings wird durch einen Boten von Lord Stanley vor Richards Boshaftigkeit gewarnt. Dann berichtet ihm Catesby, dass Rivers, der Bruder von Königin Elizabeth, ihr Sohn aus erster Ehe, der Lord Grey und Sir Thomas Vaughan – ein Vertrauter der Königin – sofort nach ihrer Gefangennahme in Pomfret hingerichtet werden sollen. Außerdem unterbreitet er den Vorschlag, Richard zu krönen. Hastings lehnt dies ab. (3.3) Sir Richard Ratcliffe – ein weiterer Getreuer Richards – bringt Rivers, Grey und Vaughan zur Hinrichtung. (3.4) Bei einer Kabinett-Sitzung werden die Vorbereitungen zur Krönung des Prinzen zu König Edward V. besprochen. Bei dieser Gelegenheit beklagt Richard, er sei von Jane Shore, der ehemaligen Mätresse des Königs und jetzigen Geliebten von Hastings, verhext worden und verlangt die Hinrichtung von Hastings. Dieser beklagt sein Schicksal. (3.5) Richard berät mit Buckingham, wie sie die Bürger von London davon überzeugen wollen, dass Richard König werden soll. Buckingham soll in einer Rede vor dem Volk mit Hinweis auf die vielen Mätressen des ehemaligen Königs öffentlich andeuten, dass die – im Tower verwahrten – Prinzen Bastarde seien und deshalb keinen Anspruch auf den Thron hätten. Währenddessen bringen Ratcliffe und Lovell – ein weiterer Vertrauter Richards – den abgeschlagenen Kopf von Hastings. (3.6) Ein Schreiber kommentiert, dass Hastings Todesurteil schon verfasst war, bevor Richard ihn des Verrats angeklagt hat. (3.7) Buckinghams Rede ist ein Fehlschlag, denn die Bürger glauben nicht an die fehlende Legitimität der Söhne Edwards. Richard selbst zeigt sich den Londoner Bürgern in Gegenwart von zwei Geistlichen. Er schlägt das Angebot der Krone aus, Buckingham wiederholt mehrfach Richards – wiewohl nur zur Schau gestellte – Tugendhaftigkeit und schließlich willigt dieser ein und gibt dem Drängen der Lords und Bürger nach. Richards Krönung wird für den Folgetag vereinbart.

### Vierter Akt
(4.1) Brakenbury, der Kommandant des Tower, verwehrt Elizabeth den Zugang zu ihren Söhnen. Nachdem Lord Stanley ihr mitgeteilt hat, dass die Krönung Richards beschlossene Sache ist, schickt sie verzweifelt Dorset – ihren überlebenden Sohn aus erster Ehe – nach Frankreich, um dort Henry Tudor, den Grafen von Richmond, zu treffen. Währenddessen beklagt Anne, Richards Gattin, ihr zukünftiges Schicksal als Königin von England, denn sie fürchtet um ihr Leben. (4.2) Richard ist zum König gekrönt worden, fühlt seine Macht aber noch nicht gesichert. Buckingham, der deshalb Edwards minderjährige Söhne töten soll, zeigt Skrupel und wiederholt stattdessen mehrfach seine Bitte, dass Richard sein Versprechen, ihm die Grafschaft Hereford zu schenken, einlösen solle. Richard lehnt dies ab, und der in Ungnade Gefallene flieht nach Wales. Richard beauftragt nun Catesby, ein Gerücht in Gang zu bringen, dass seine Frau Anne schwer erkrankt sei. Sir James Tyrell wird auf sein Geheiß die beiden Prinzen im Tower töten. (4.3) Tyrell meldet dem blutgierigen König den Tod der Prinzen. In einem kurzen Selbstgespräch berichtet Richard, dass seine Frau Anne gestorben sei. Dann erfährt man von der Flucht und dem Bündnis von Buckingham mit John Morton, dem Bischof von Ely. Sie werden den Grafen von Richmond, Henry Tudor, unterstützen, der die Prinzessin Elizabeth heiraten und König werden will. Richard will nun, um seine Herrschaft weiter zu befestigen, ebenfalls um die Hand seiner Nichte Elizabeth, der Tochter von Edward und Königin Elizabeth, anhalten. (4.4) Die überlebenden Frauen – Margret von Anjou, die Witwe von König Heinrich VI., Cecily Neville, Richards Mutter und Herzogin von York und Elizabeth Woodeville, die Witwe von Edward IV. – beklagen ihr Schicksal und verfluchen König Richard wegen seiner Mordtaten. Dieser ist davon unbeeindruckt und hält bei Elizabeth um die Hand ihrer Tochter an. Diese geht zum Schein auf das Angebot ein. Da treffen die Nachrichten von Richmonds Invasion und Ankunft in Milford Haven im Süden von Wales ein und Richard macht sich auf, um den Thronrivalen zu stellen. (4.5) Obwohl Richard seinen Sohn als Geisel gefangen hält, schwört Lord Stanley, Richmond zu unterstützen und berichtet ihm, dass Königin Elizabeth einer Hochzeit mit ihrer Tochter zugestimmt hat.

### Fünfter Akt
(5.1) Buckingham hat die Flucht ergriffen und Truppen gegen Richard aufgestellt, wird aber von dessen Leuten gefasst und hingerichtet. (5.2) Richmond marschiert nach Leicester. (5.3) Richard schlägt sein Heerlager in Bosworth auf und erwartet die Schlacht mit Richmond am Folgetag. (5.4) Richmond schlägt ebenfalls sein Lager auf und erwartet den nächsten Tag. (5.5) Am Vorabend der Entscheidungsschlacht begegnen Richard im Traum die Geister aller von ihm Ermordeten und prophezeien ihm seinen Untergang, Richmond aber sprechen sie Mut zu. (5.6) Am Morgen planen Richmond und Richard ihr Vorgehen bei der Schlacht. (5.7) Des Königs Truppen werden in die Flucht geschlagen und Richards Pferd wird getötet. (5.8) Schließlich treffen Richmond und Richard im direkten Kampf aufeinander, Richard wird getötet. Damit ist der Krieg der Häuser Lancaster und York beendet. Herzog Heinrich wird als König Heinrich VII. Elisabeth von York heiraten und England den Frieden bringen.

## Aufzeichnungen, Verfilmungen und Adaptionen
- 1955: Richard III. – Regie und Titelrolle: Laurence Olivier, mit Ralph Richardson, John Gielgud, Claire Bloom.
- 1964: Richard III. – Regie: Fritz Umgelter, mit Wolfgang Kieling, Carl Wery, Maria Becker.
- 1995: Richard III. – Regie: Richard Loncraine, mit Ian McKellen, Annette Bening und Jim Broadbent.
- 1996: Looking for Richard – Dokumentarfilm von und mit Al Pacino.
- 2015: Richard III – Regie: Thomas Ostermeier mit Lars Eidinger in der Titelrolle, Schaubühne Berlin. ZEIT
- 2016: The Hollow Crown – The Wars of the Roses – Regie: Dominic Cooke mit Benedict Cumberbatch in der Titelrolle.
- 2025: Kein Tier. So Wild – Regie: Burhan Qurbani mit Kenda Hmeidan in der Titelrolle.

## Textausgaben
Quarto
- Peter Davison (Hrsg.): The first quarto of King Richard III, Cambridge University Press, Cambridge 2007, ISBN 978-0-521-04207-9

Folio
- Charlton Hinman, Peter W. M. Blayney (Hrsg.): The Norton Faksimile. The First Folio of Shakespeare. Based on the Folios in the Folger Library Collection. 2. Auflage, W.W. Norton, New York 1996, ISBN 0-393-03985-4

Englisch
- Thomas Cartelli (Hrsg.): William Shakespeare. Richard III. Norton Critical Editions. W. W. Norton & Company, New York 2009, ISBN 978-0-393-92959-1
- John Jowett (Hrsg.): William Shakespeare: The Tragedy of King Richard III. The Oxford Shakespeare. Oxford University Press, Oxford 2000, ISBN 978-0-19-953588-0
- Janis Lull (Hrsg.): William Shakespeare: King Richard III. The New Cambridge Shakespeare. Cambridge University Press, Cambridge 1999, ISBN 978-0-521-73556-8
- James R. Siemon (Hrsg.): William Shakespeare: King Richard III. The Arden Shakespeare. Third Series. Cengage Learning, London 2009. ISBN 978-1-903436-89-9

Deutsch
- Frank Günther (Hrsg.): William Shakespeare: Richard III. Zweisprachige Ausgabe. dtv, München 2009, ISBN 978-3-423-12753-0
- Ute Schläfer (Hrsg.): William Shakespeare: King Richard III. König Richard III. Englisch-deutsche Studienausgabe. Stauffenburg Verlag, Tübingen 2004, ISBN 3-86057-563-5

## Online-Textausgaben
- Richard III. bei Zeno.org. Schlegel-Tieck-Ausgabe
- MIT, englisch, Arden Version Richard III.

## Belege
1. ↑  Frank Günther (Hrsg.): William Shakespeare: Richard III. Zweisprachige Ausgabe. dtv, München 2009, Erster Akt, 1. Szene, Zeile 1–162.
2. ↑  Frank Günther (Hrsg.): William Shakespeare: Richard III. Zweisprachige Ausgabe. dtv, München 2009, Erster Akt, 2. Szene, Zeile 1–268.
3. ↑  Frank Günther (Hrsg.): William Shakespeare: Richard III. Zweisprachige Ausgabe. dtv, München 2009, Erster Akt, 3. Szene, Zeile 1–356.
4. ↑  Frank Günther (Hrsg.): William Shakespeare: Richard III. Zweisprachige Ausgabe. dtv, München 2009, Erster Akt, 4. Szene, Zeile 1–277.
5. ↑  Anthony Davies: Richard III. In: Michael Dobson, Stanley Wells (Hrsg.): The Oxford Companion to Shakespeare. Oxford University Press, Oxford 2001, S. 387.
6. ↑  Frank Günther (Hrsg.): William Shakespeare: Richard III. Zweisprachige Ausgabe. dtv, München 2009, Zweiter Akt, 1. Szene, Zeile 1–142.
7. ↑  Frank Günther (Hrsg.): William Shakespeare: Richard III. Zweisprachige Ausgabe. dtv, München 2009, Zweiter Akt, 2. Szene, Zeile 1–154.
8. ↑  Frank Günther (Hrsg.): William Shakespeare: Richard III. Zweisprachige Ausgabe. dtv, München 2009, Zweiter Akt, 3. Szene, Zeile 1–47.
9. ↑  Frank Günther (Hrsg.): William Shakespeare: Richard III. Zweisprachige Ausgabe. dtv, München 2009, Zweiter Akt, 4. Szene, Zeile 1–73.
10. ↑  Anthony Davies: Richard III. In: Michael Dobson, Stanley Wells (Hrsg.): The Oxford Companion to Shakespeare. Oxford University Press, Oxford 2001, S. 387.
11. ↑  Frank Günther (Hrsg.): William Shakespeare: Richard III. Zweisprachige Ausgabe. dtv, München 2009, Dritter Akt, 1. Szene, Zeile 1-200.
12. ↑  Frank Günther (Hrsg.): William Shakespeare: Richard III. Zweisprachige Ausgabe. dtv, München 2009, Dritter Akt, 2. Szene, Zeile 1-122.
13. ↑  Frank Günther (Hrsg.): William Shakespeare: Richard III. Zweisprachige Ausgabe. dtv, München 2009, Dritter Akt, 3. Szene, Zeile 1-26.
14. ↑  Frank Günther (Hrsg.): William Shakespeare: Richard III. Zweisprachige Ausgabe. dtv, München 2009, Dritter Akt, 4. Szene, Zeile 1-107.
15. ↑  Frank Günther (Hrsg.): William Shakespeare: Richard III. Zweisprachige Ausgabe. dtv, München 2009, Dritter Akt, 5. Szene, Zeile 1-108.
16. ↑  Frank Günther (Hrsg.): William Shakespeare: Richard III. Zweisprachige Ausgabe. dtv, München 2009, Dritter Akt, 6. Szene, Zeile 1-14.
17. ↑  Frank Günther (Hrsg.): William Shakespeare: Richard III. Zweisprachige Ausgabe. dtv, München 2009, Dritter Akt, 7. Szene, Zeile 1-146.
18. ↑  Anthony Davies: Richard III. In: Michael Dobson, Stanley Wells (Hrsg.): The Oxford Companion to Shakespeare. Oxford University Press, Oxford 2001, S. 387.
19. ↑  Frank Günther (Hrsg.): William Shakespeare: Richard III. Zweisprachige Ausgabe. dtv, München 2009, Vierter Akt, 1. Szene, Zeile 1-103.
20. ↑  Frank Günther (Hrsg.): William Shakespeare: Richard III. Zweisprachige Ausgabe. dtv, München 2009, Vierter Akt, 2. Szene, Zeile 1-120.
21. ↑  Frank Günther (Hrsg.): William Shakespeare: Richard III. Zweisprachige Ausgabe. dtv, München 2009, Vierter Akt, 3. Szene, Zeile 1-57.
22. ↑  Frank Günther (Hrsg.): William Shakespeare: Richard III. Zweisprachige Ausgabe. dtv, München 2009, Vierter Akt, 4. Szene, Zeile 1-538.
23. ↑  Frank Günther (Hrsg.): William Shakespeare: Richard III. Zweisprachige Ausgabe. dtv, München 2009, Vierter Akt, 5. Szene, Zeile 1-21.
24. ↑  Anthony Davies: Richard III. In: Michael Dobson, Stanley Wells (Hrsg.): The Oxford Companion to Shakespeare. Oxford University Press, Oxford 2001, S. 387f.
25. ↑  Frank Günther (Hrsg.): William Shakespeare: Richard III. Zweisprachige Ausgabe. dtv, München 2009, Fünfter Akt, 1. Szene, Zeile 1-29.
26. ↑  Frank Günther (Hrsg.): William Shakespeare: Richard III. Zweisprachige Ausgabe. dtv, München 2009, Fünfter Akt, 2. Szene, Zeile 1-24.
27. ↑  Frank Günther (Hrsg.): William Shakespeare: Richard III. Zweisprachige Ausgabe. dtv, München 2009, Fünfter Akt, 3. Szene, Zeile 1-79.
28. ↑  Frank Günther (Hrsg.): William Shakespeare: Richard III. Zweisprachige Ausgabe. dtv, München 2009, Fünfter Akt, 3. Szene, Zeile 80-118.
29. ↑  Frank Günther (Hrsg.): William Shakespeare: Richard III. Zweisprachige Ausgabe. dtv, München 2009, Fünfter Akt, 3. Szene, Zeile 119-223.
30. ↑  Frank Günther (Hrsg.): William Shakespeare: Richard III. Zweisprachige Ausgabe. dtv, München 2009, Fünfter Akt, 3. Szene, Zeile 224-271 und 272-352.
31. ↑  Frank Günther (Hrsg.): William Shakespeare: Richard III. Zweisprachige Ausgabe. dtv, München 2009, Fünfter Akt, 4. Szene, Zeile 1-13.
32. ↑  Frank Günther (Hrsg.): William Shakespeare: Richard III. Zweisprachige Ausgabe. dtv, München 2009, Fünfter Akt, 5. Szene, Zeile 1-41.
33. ↑  Anthony Davies: Richard III. In: Michael Dobson, Stanley Wells (Hrsg.): The Oxford Companion to Shakespeare. Oxford University Press, Oxford 2001, S. 388.